# Marrana di Fiorano-Fioranello
La marrana di Fiorano-Fioranello, nota anche come fosso di Fiorano, o marrana di Tor Tre Ponti, è uno dei canali naturali facenti parte del comune di Roma. Nasce a Marino sui Colli Albani e scorre per 22,1 chilometri. Bagna la zona di San Vittorino, nella campagna romana.

## Storia
Bagna lo storico Casale di Fioranello.

## Oggi
È un medio corso d'acqua che attraversa la zona di Castel di Leva, le Cave di Selce di Roma, per poi confluire nel Tevere.
Ricalca in parte il percorso dell'Appia Antica, costituendo una valle compresa nell'omonimo Parco Regionale.